# عظمية اللسان
عظمية اللسان (الاسم العلمي: Osteoglossidae) هي فصيلة من الأسماك تتبع رتبة عظميات اللسان من طائفة الأسماك العظمية.

## أسر
- الأرواناوات
  - الأروانا